# Vliet (Antwerpen)
De Vliet is een riviertje dat nabij Eikevliet in de Rupel uitmondt.
De Vliet ontstaat iets ten zuiden van de plaats Oppuurs door de samenvloeiing van de Klaverbeek en de Lippelose Beek. De Klaverbeek ontspringt ter hoogte van Buggenhout. De Lippelose Beek gaat stroomopwaarts over in de Grote Molenbeek welke nabij het Vlaams-Brabantse Kobbegem ontspringt.
De Vliet was vroeger een belangrijke zijrivier van de Rupel. Tot na WO II was ze zelfs een belangrijke transportader voor binnenscheepvaart. Door de bouw van de eerste Sluis van Wintam werd de Vliet omgeleid om iets verder stroomafwaarts in de Rupel uit te monden. Deze Vliet was nog onderhevig aan het getij. Door de aanleg van het Kanaal Brussel-Schelde parallel aan de Rupel, mondt de Vliet tegenwoordig uit in genoemd kanaal.
De Vliet kende decennia lang een zeer slechte waterkwaliteit ten gevolge van talloze lozingen van huishoudelijk afvalwater. Sinds 2005 werden (en worden nog steeds) verschillende rioolwaterzuiveringsinstallaties gebouwd zowel in Bovenvliet als Vliet, waardoor de waterkwaliteit geleidelijk aan verbetert.

## Historisch belang
Gedurende lange tijd vormde de Vliet een deel van de grens tussen het Graafschap Vlaanderen en het Hertogdom Brabant. Het gebied ten westen van de Vliet, waar tegenwoordig onder andere Bornem, Sint-Amands en Oppuurs gelegen zijn, behoorde tot het Graafschap Vlaanderen. Het gebied ten oosten van de Vliet, waar tegenwoordig onder andere Puurs gelegen is, behoorde tot het Hertogdom Brabant.

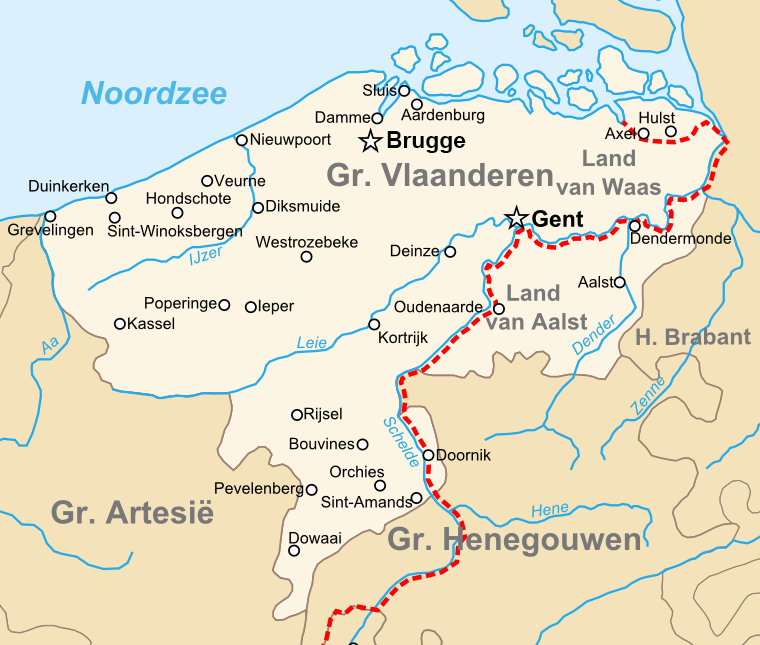
Topografische kaart van het Graafschap Vlaanderen met de grens van het Heilige Roomse Rijk in het rood. Vanaf de Rupel in het oosten vormt de Vliet een deel van de grens tussen het Graafschap Vlaanderen en het Hertogdom Brabant.

## Overstromingsramp van 1976
Op 3 januari 1976 om 18.30 uur brak onder druk van een hevige storm met een kracht van 11 tot 12 beaufort een dijk van de Vliet waardoor het nabijgelegen Ruisbroek bijna volledig overstroomd werd. Op sommige plaatsen stond het water tot drie meter hoog. Na de overstroming werd werd de Vliet afgedamd en tijloos gemaakt. Er werd een waterbekken aangelegd en een pompgemaal gebouwd dat het verzamelde water naar het veel hoger gelegen Zeekanaal Brussel-Schelde kan pompen indien een overstroming dreigt.